# Złamanie Galeazziego
Złamanie Galeazziego (ang. Galeazzi fracture) – złamanie w ⅓ dalszej trzonu kości promieniowej z jednoczesnym zwichnięciem stawu promieniowo-łokciowego dalszego.